# Andy Samberg
Andrew David "Andy" Samberg (Berkeley, 18 d'agost de 1978) és un còmic, actor i escriptor dels Estats Units d'Amèrica. És membre del grup de comèdia musical The Lonely Island i fou membre de l'elenc de Saturday Night Live (2005-2012), on al costat dels seus companys popularitzaren els SNL Digitals Shorts
Samberg ha aparegut en diverses pel·lícules, incloent Hot Rod (2007), I Love You, Man (2009), That's My Boy (2012), Celeste and Jesse Forever (2012) i Popstar: Never Stop Never Stopping (2016). Li va posar veu a Ham III, en la pel·lícula de dibuixos animats Space Chimps. Samberg ha sigut la veu principal de les franquícies Pluja de mandonguilles (2009–2013), la saga cinematogràfica Hotel Transsilvània (2012–2021) i Storks (2016).
També ha aparegut a Premium Blend, Arrested Development, Late Night with Conan O'Brien, The Daily Show amb Jon Stewart i Next show amb David Letterman.
Des de 2013, protagonitza la comèdia de situació Brooklyn Nine-Nine, per la qual va rebre el Globus d'Or al millor actor de sèrie de televisió (comèdia o musical) en 2014. A més, ha sigut l'amfitrió dels MTV Movie Awards 2009 i va conduir els Globus d'Or en 2019 junt amb l'actriu protagonista de la sèrie Killing Eve i guanyadora de dos Globus d'Or, Sandra Oh.

## Biografia

### Vida personal
Andrew va néixer a Berkeley, Califòrnia, el 18 d'agost del 1978. És fill de Margi Marrow, una professora d'escola primària, i de Joe Samberg, fotògraf. Va créixer en una família jueva i el seu avi matern, Alfred J. Marrow, va ser president executiu del American Jewish Congress.
Va començar en la comèdia jueva des que era un nen. Amb vuit anys va començar a somiar formar part de Saturday Night Live. Va anar a la Chabot Elementary School a Oakland. A més, es va graduar l'any 1996 a la Berkeley High School i va començar la universitat a la Universitat de Califòrnia a Santa Cruz. Llavors va passar a la Universitat de Nova York per a cursar estudis cinematogràfics a la Tisch School of the Arts, on es va graduar amb un Bachelor of Fine Arts (BFA) l'any 2000.
Actualment viu a Vancouver, Canadà, juntament amb altres membres de The Lonely Island.

## Carrera

### Saturday Night Live
Al setembre del 2005, Samberg va confirmar que es sumaria a Saturday Night Live com a participant destacat. Pel que fa a Akiva Schaffer i Jorma Taccone, els seus companys de The Lonely Island, es sumarien a l'espectacle com a part de la redacció. Al principi els seus curts en viu van ser limitats durant el primer any, va aparèixer en molts altres curts que no eren en viu, incloses les paròdies comercials i els segments de diverses pel·lícules. Al Juny del 2012 es va anunciar que deixava el programa i va fer d'amfitrió de l'últim programa de la temporada 39 l'any 2014.

## Filmografia

### Pel·lícules
| Any                      | Títol                              | Rol                                              | Notes                       |
| ------------------------ | ---------------------------------- | ------------------------------------------------ | --------------------------- |
| 2007                     | Hot Rod                            | Rod Kimble                                       |                             |
| 2008                     | Space Chimps                       | Ham III                                          | Veu                         |
| 2008                     | Extreme Movie                      | N/A                                              | Co-escriptor                |
| 2008                     | Nick and Norah's Infinite Playlist | Vagabundo                                        |                             |
| 2009                     | I Love You, Man                    | Robbie Klaven                                    |                             |
| Pluja de mandonguilles   | Brent McHale                       | Veu                                              |                             |
| 2011                     | Amics amb dret a alguna cosa més   | Quincy                                           |                             |
| What's Your Number?      | Gerry Perry                        |                                                  |                             |
| 2012                     | Celeste and Jesse Forever          | Jesse Abrams                                     |                             |
| That's My Boy            | Todd Peterson/Han Solo Berger      |                                                  |                             |
| The Watch                | Gilipolles #1                      | Cameo                                            |                             |
| Hotel Transsilvània      | Jonathan "Johnny" Loughran         | Veu                                              |                             |
| 2013                     | Nens grans 2                       | Porrista masculí                                 | Cameo                       |
| The To Do List           | Van King                           |                                                  |                             |
| Pluja de mandonguilles 2 | Brent McHale                       | Veu                                              |                             |
| 2014                     | Neighbors                          | Toga #1                                          | Cameo                       |
| 2015                     | Hotel Transsilvània 2              | Jonathan "Johnny" Loughran                       | Veu                         |
| 2016                     | Popstar: Never Stop Never Stopping | Conner "Kid Conner" Friel/Conner4Real            | També productor y escriptor |
| Storks                   | Junior                             | Veu                                              |                             |
| 2017                     | Take the 10                        | Johnny                                           |                             |
| Brigsby Bear             | Eric                               | També productor                                  |                             |
| Puppy!                   | Jonathan "Johnny" Loughran         | Veu; Curtmetratge                                |                             |
| 2018                     | Jonathan "Johnny" Loughran         | Hotel Transsilvània 3: Unes vacances monstruoses | Veu                         |
| 2020                     | Palm Springs                       | Nyles                                            | També productor             |
| 2022                     | Hotel Transylvania: Transformanía  | Jonathan "Johnny" Loughran                       |                             |
| 2023                     | Spider-Man: creuant el Multivers   | Ben Reilly / Scarlet Spider                      |                             |

### Televisió
| Any                                  | Títol                                              | Rol                                      | Notes                                                                     |
| ------------------------------------ | -------------------------------------------------- | ---------------------------------------- | ------------------------------------------------------------------------- |
| 2003–2004                            | The 'Bu                                            | Aaron                                    | 8 episodis; també escriptor                                               |
| 2005                                 | Arrested Development                               | Director d'escena                        | Episodi: "Righteous Brothers"                                             |
| House of Cosbys                      | Cosby Team TriOsby (veu)                           | 2 episodis                               |                                                                           |
| 2005–2012                            | Saturday Night Live                                | Varis personatges                        | 139 episodis; també escriptor                                             |
| 2008                                 | Human Giant                                        | Jonathan                                 | 4 episodis                                                                |
| 2009                                 | 2009 MTV Movie Awards                              | Ell mateixa (presentador)                | Especial televisiu                                                        |
| 2009–2011                            | American Dad!                                      | Ricky the Raptor / Anti-Crist (veu)      | 2 episodis                                                                |
| 2010                                 | Freaknik: El Musical                               | Chad (veu)                               | Pel·lícula tv                                                             |
| The Sarah Silverman Program          | Troy Bulletinboard                                 | Episodi: "Smellin' of Troy"              |                                                                           |
| Parks and Recreation                 | Carl Lorthner                                      | Episodi: "Park Safety"                   |                                                                           |
| 2011–2017                            | Adventure Time                                     | Varias voces                             | 3 episodis                                                                |
| 2012                                 | Portlandia                                         | Andy                                     | Episodi: "Mixology"                                                       |
| 30 Rock                              | Ell mateixa                                        | Episodi: "The Ballad of Kenneth Parcell" |                                                                           |
| Bob Esponja                          | Colonel Carper (veu)                               | Episodi: "Hello Bikini Bottom!"          |                                                                           |
| Cuckoo                               | Dale "Cuckoo" Ashbrick                             | 7 episodis                               |                                                                           |
| 2012–2016                            | Comedy Bang! Bang!                                 | Ell mateixa                              | 5 episodis                                                                |
| 2013                                 | 28th Independent Spirit Awards                     | Ell mateixa (presentador)                | Especial televisiu                                                        |
| The Awesomes                         | Kid Crab (veu)                                     | Episodi: "Pilot: Part 2"                 |                                                                           |
| Comedy Central Roast of James Franco | Ell mateixa (roaster)                              | Especial televisiu                       |                                                                           |
| 2013–present                         | Brooklyn Nine-Nine                                 | Jake Peralta                             | Rol principal; també productor                                            |
| 2014                                 | Saturday Night Live                                | Ell mateixa (presentador)                | Episodi: "Andy Samberg/St. Vincent"                                       |
| 2015                                 | Major Lazer                                        | Dr Nerd/Dr Bass Drop (veu)               | 2 episodis                                                                |
| 7 Days in Hell                       | Aaron Williams                                     | Pel·lícula tv; també productor ejecutiu  |                                                                           |
| 67th Primetime Emmy Awards           | Ell mateixa (presentador)                          | Escpecial televisiu                      |                                                                           |
| 2016                                 | Party Over Here                                    |                                          | 10 episodis; creador y productor ejecutiu                                 |
| 2016                                 | New Girl                                           | Jake Peralta                             | Episodi: "Homecoming"                                                     |
| 2017                                 | Michael Bolton's Big, Sexy Valentine's Day Special | Kenny G                                  | Especial televisiu                                                        |
| Master of None                       | Nicolas Cage (veu)                                 | Episodi: "New York, I Love You"          |                                                                           |
| Tour de Pharmacy                     | Marty Hass                                         | Pel·lícula tv; també productor ejecutiu  |                                                                           |
| Lady Dynamite                        | Ell mateixa                                        | 2 episodis                               |                                                                           |
| 2018                                 | Alone Together                                     |                                          | Productor ejecutiu                                                        |
| 2019                                 | 76th Golden Globe Awards                           | Ell mateixa (co-presentador)             | Especial televisiu                                                        |
| 2019                                 | PEN15                                              | N/A                                      | Productor ejecutiu                                                        |
| 2019                                 | I Think You Should Leave with Tim Robinson         | Paul                                     | Episodi: "We Used to Watch This at My Old Work"; també productor ejecutiu |
| 2019                                 | The Unauthorized Bash Brothers Experience          | Jose Canseco                             | Especial televisiu; també productor ejecutiu                              |
| 2019                                 | The Dark Crystal: Age of Resistance                | The Heretic (skekGra) (veu)              | 4 episodis                                                                |

## Premis i nominacions
| Any  | Premi                                 | Categoria                                                              | Treball                                     | Resultat  |
| ---- | ------------------------------------- | ---------------------------------------------------------------------- | ------------------------------------------- | --------- |
| 2007 | Premis Primetime Emmy                 | Millor lletra y música originalper la cançó "Dick In A Box"            | Satuday Night Live                          | Guanyador |
| 2009 | Premis Primetime Emmy                 | Millor lletra y música originalper la cançó "Motherlover"              | Satuday Night Live                          | Nominat   |
| 2009 | Premis Teen Choice                    | Estrella Web                                                           | Satuday Night Live                          | Nominat   |
| 2009 | Premis Teen Choice                    | Còmic elegit                                                           | Satuday Night Live                          | Nominat   |
| 2010 | Premis People's Choice                | Celebritat Web favorita                                                | Satuday Night Live                          | Nominat   |
| 2010 | Premis Primetime Emmy                 | Millor lletra y música originalper la cançó "Shy Ronnie"               | Satuday Night Live                          | Nominat   |
| 2011 | Premis Teen Choice                    | Còmic elegit                                                           | Satuday Night Live                          | Nominat   |
| 2011 | Premis Primetime Emmy                 | Millor lletra y música originalper la cançó "I Just Had Sex"           | Satuday Night Live                          | Nominat   |
| 2011 | Premis Primetime Emmy                 | Millor lletra y música original por la canción "Jack Sparrow"          | Satuday Night Live                          | Nominat   |
| 2011 | Premis Primetime Emmy                 | Millor lletra y música original per la cançó "3-Way (The Golden Rule)" | Satuday Night Live                          | Nominat   |
| 2012 | Premis Teen Choice                    | Còmic elegit                                                           | Satuday Night Live                          | Nominat   |
| 2014 | Premis People's Choice                | Millor Actor en una sèrie de televisió                                 | Brooklyn Nine-Nine                          | Nominat   |
| 2014 | Premis Globus d'Or                    | Millor Actor en una sèrie de televisió (musical o comèdia)             | Brooklyn Nine-Nine                          | Guanyador |
| 2014 | Premis American Comedy                | Millor Actor, Comèdia                                                  | Brooklyn Nine-Nine                          | Guanyador |
| 2014 | Premis Teen Choice                    | Actor de televisió elegit: Comèdia                                     | Brooklyn Nine-Nine                          | Nominat   |
| 2014 | EWwy Award                            | Millor Actor, Comèdia                                                  | Brooklyn Nine-Nine                          | Nominat   |
| 2014 | Premi del Sindicat d'Actors de Cinema | Millor actuació grupal en sèrie de comèdia                             | Brooklyn Nine-Nine                          | Nominat   |
| 2015 | Premis Teen Choice                    | Actor televisiu elegit: Comèdia                                        | Brooklyn Nine-Nine                          | Nominat   |
| 2015 | Premis Primetime Emmy                 | Millor guión para un show de varietats                                 | Especial 40º Aniversari Saturday Night Live | Nominat   |
| 2016 | Premis People's Choice                | Actor còmic favorit en TV                                              | Brooklyn Nine-Nine                          | Nominat   |
| 2016 | Premis Teen Choice                    | Actor televisiu elegit: Comèdia                                        | Brooklyn Nine-Nine                          | Nominat   |
| 2016 | Poppy Awards                          | Millor actor principal en sèrie còmica                                 | Brooklyn Nine-Nine                          | Guanyador |
| 2017 | Premis People's Choice                | Actor Còmic favorit en sèrie de TV                                     | Brooklyn Nine-Nine                          | Nominat   |
| 2017 | Premis Teen Choice                    | Millor actor còmic en sèrie de televisió                               | Brooklyn Nine-Nine                          | Nominat   |
| 2018 | Premis Teen Choice                    | Millor actor Còmic en sèrie de televisió                               | Brooklyn Nine-Nine                          | Nominat   |
| 2019 | Premis de la Crítica Televisiva       | Millor actor en una sèrie cómica                                       | Brooklyn Nine-Nine                          | Nominat   |
| 2019 | Premis Teen Choice                    | Millor actor còmic en sèrie de televisió                               | Brooklyn Nine-Nine                          | Nominat   |
| 2019 | Premis Primetime Emmy                 | Especial de varietats excepcional (en viu)                             | Els 76º Anuals Premis Globus d'Or           | Nominat   |